# Rio Grande de la Pampanga

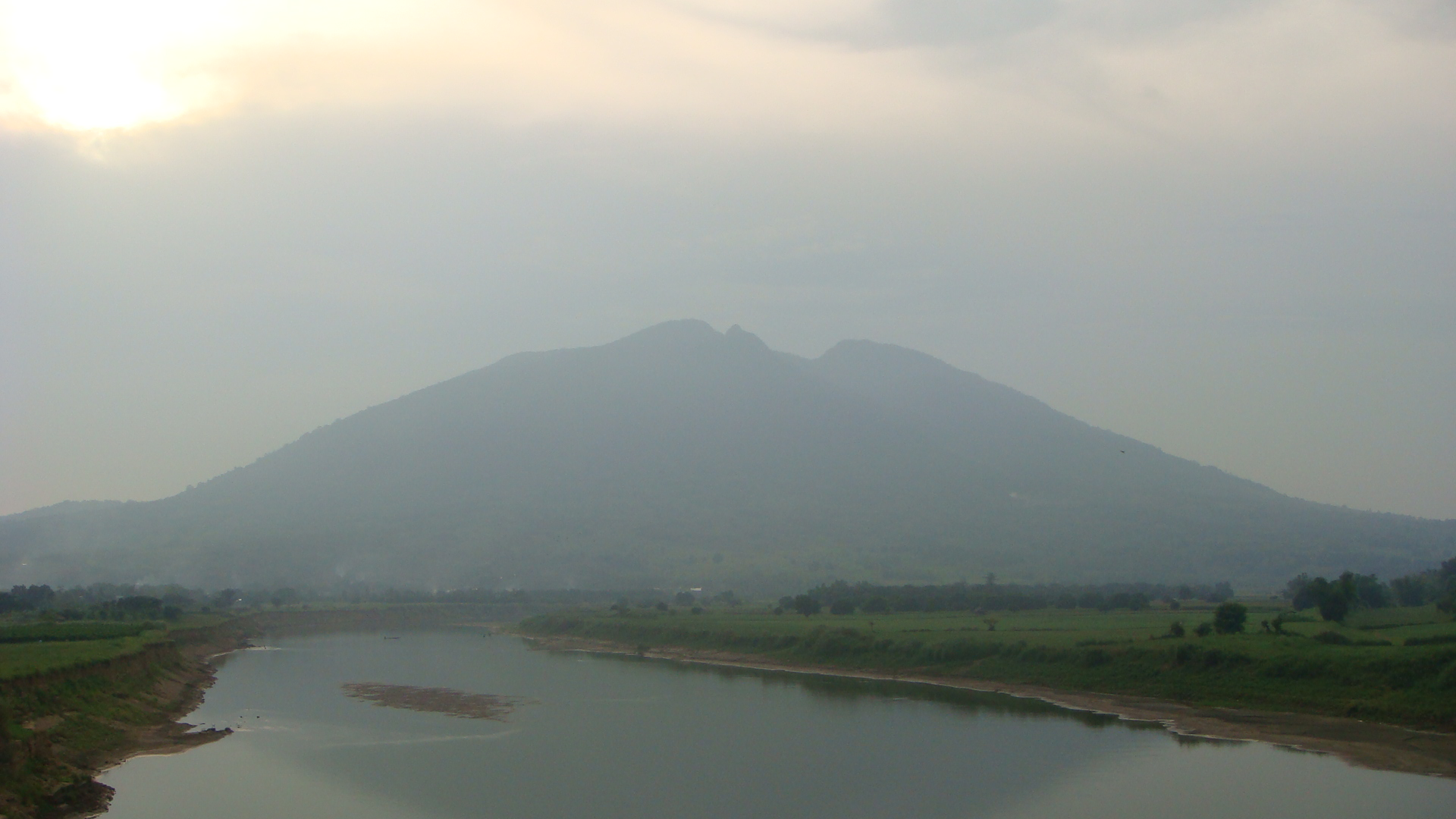
Vista del Rio Grande de la Pampanga

El Rio Grande de la Pampanga és un riu de l'arxipèlag filipí, a l'illa de Luzon.
Aquest riu té el seu origen en el vessant meridional del Caraballo Sud, als confins de les províncies de Nova Biscaia i Nova Écija, formant-se de diversos rierols que s'uneixen al sud de Carranglán; s'encamina vers el sud, rep les aigües de diversos afluents, sent els més importants els de l'esquerra, com el Dimala, el Santor i el Chico: passa per Cobiao, poc després entra en la província de Pampanga, on s'ajunta per la dreta amb el "Rio Chico de Pampanga", i després desemboca en el mar per la costa septentrional de la badia de Manila, formant nombrosos braços o estuaris.
El Rio Grande de la Pampanga és navegable en gran part i té 60 km. de curs a partir de la seva confluència amb el Río Chico de la Pampanga.

## Rio Chico de la Pampanga
És un riu de l'Arxipèlag Filipí, a l'illa de Luzon. Té les seves fonts en el llac de Canarén, al nord-est de Tarlac. Rega la província de la Pampanga i després per la dreta desemboca en el Rio Grande de la Pampanga.